# Lyonia truncata
Lyonia truncata är en ljungväxtart som beskrevs av Urban. Lyonia truncata ingår i släktet Lyonia och familjen ljungväxter.

## Underarter
Arten delas in i följande underarter:
- L. t. montecristina
- L. t. truncata
- L. t. proctorii

## Bildgalleri

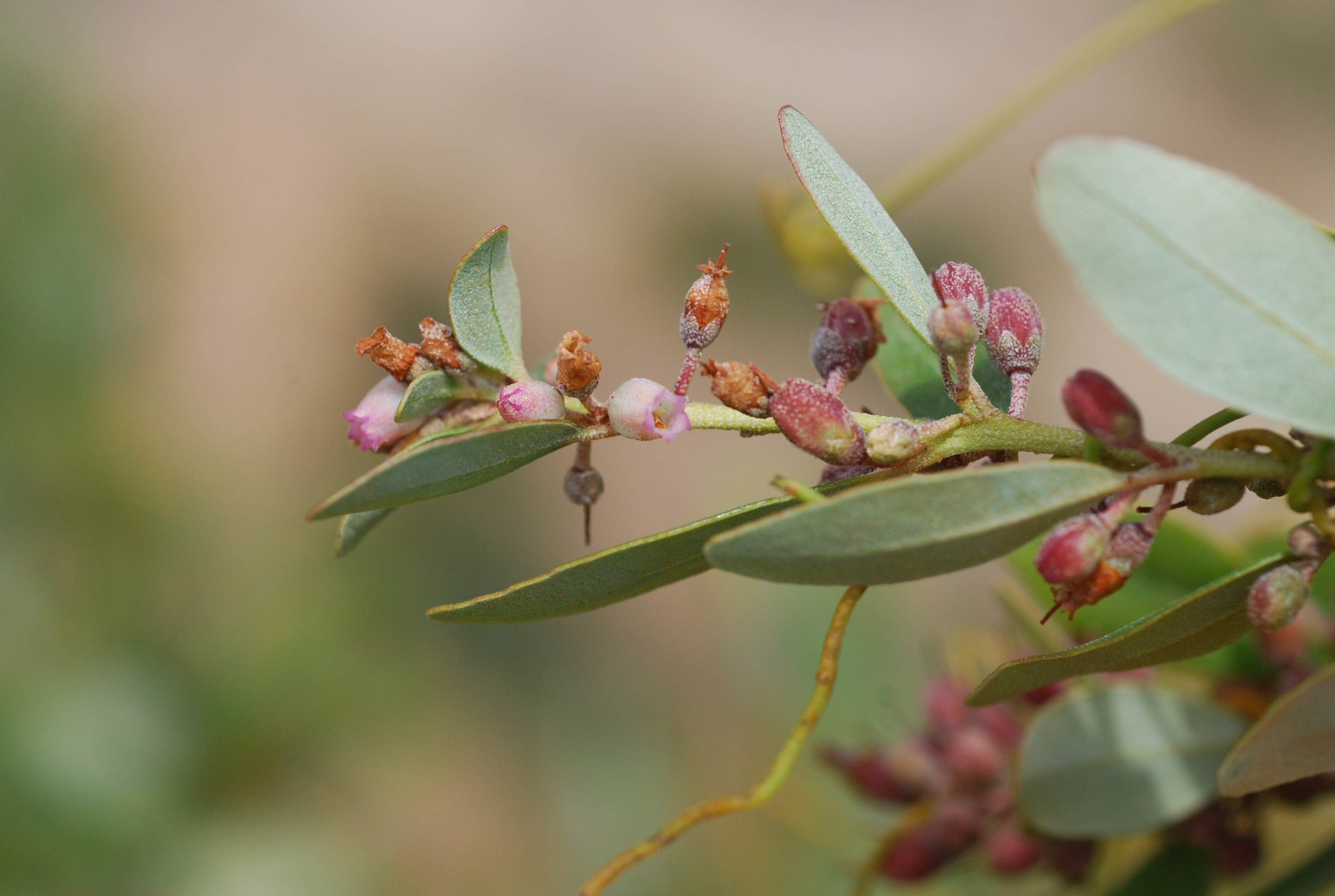
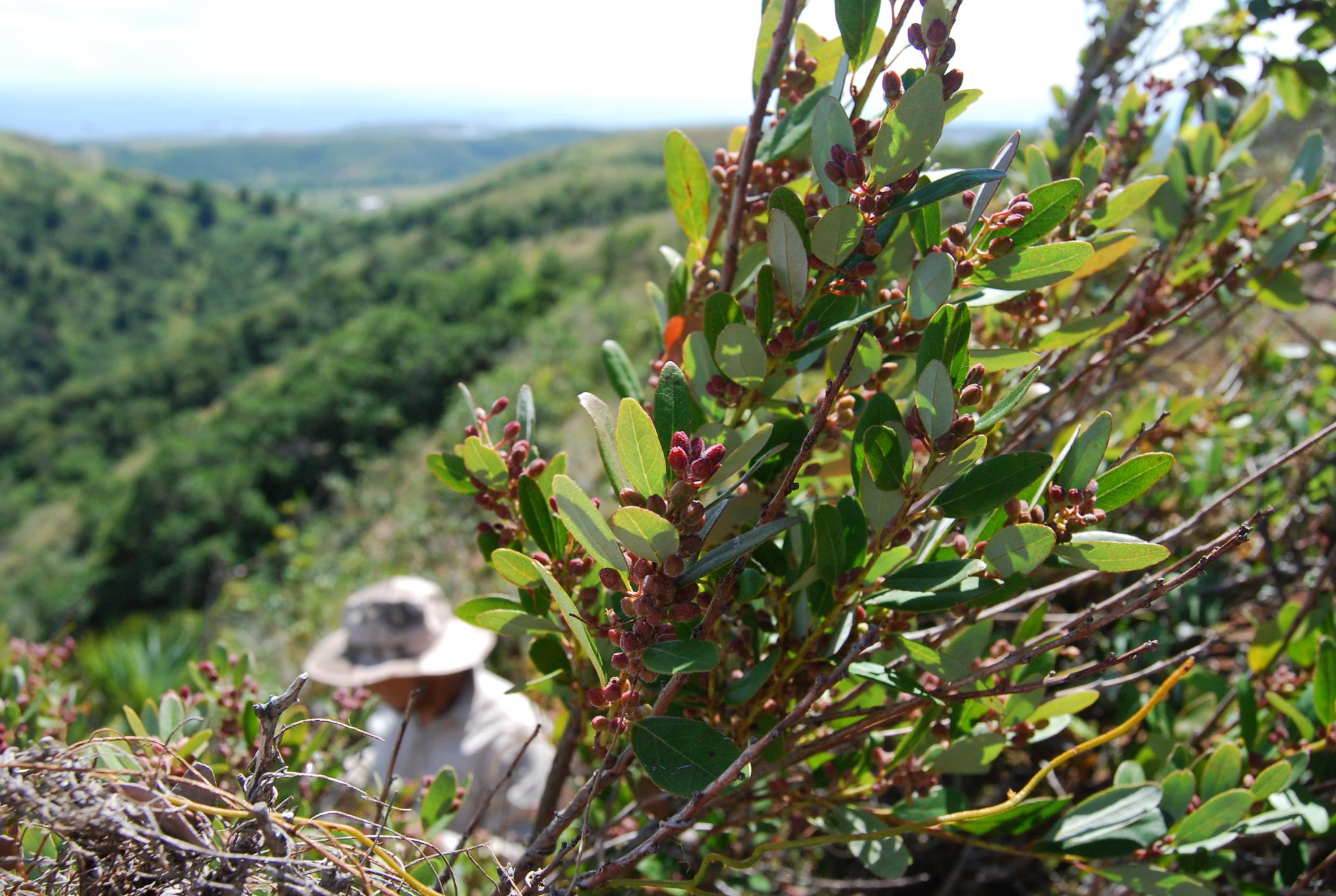